# Physiologie sportive

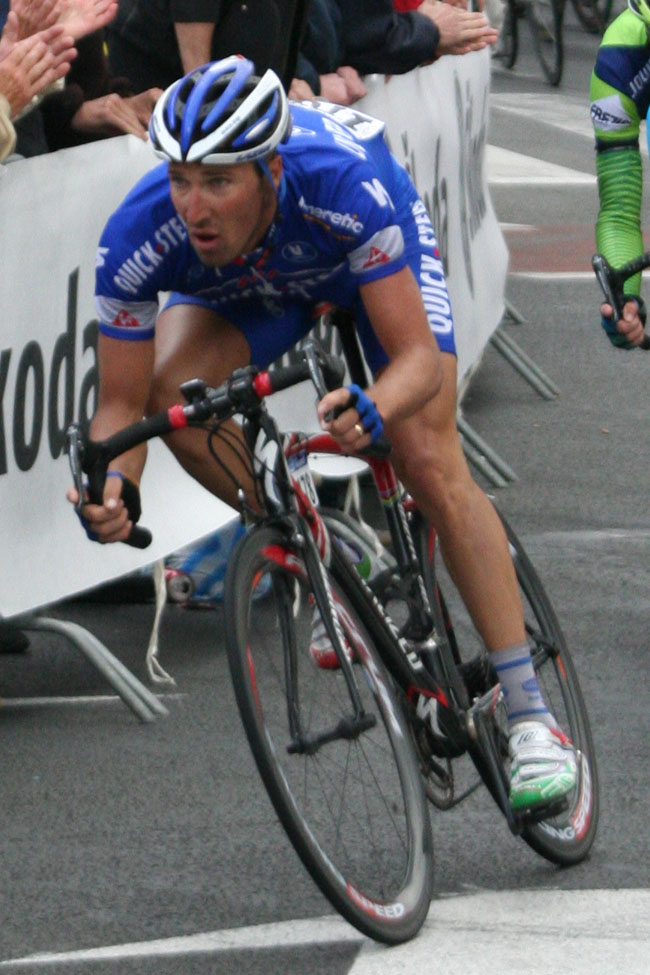
Les cyclistes sont connus pour utiliser la physiologie sportive pour optimiser leurs entraînements et leurs performances.

La physiologie sportive est la physiologie de l'activité physique, c'est-à-dire, l'étude des réponses et des adaptations chroniques à un grand nombre de conditions d'exercice physique. De plus, la plupart des physiologistes sportifs étudient l'effet de l'exercice sur des pathologies, et les mécanismes par lesquels ces exercices peuvent réduire ou renverser la progression d'une maladie.
Les domaines d'étude des physiologistes sportifs peuvent inclure, mais pas seulement, la biochimie, la bioénergétique, les fonctions cardiovasculaires, l'hématologie, la biomécanique, les muscles squelettiques, etc.